# Reductasa
Una reductasa es una enzima que cataliza una reacción de reducción. Es decir, es una enzima capaz de reducir un sustrato.

## Ejemplos
- 5-alfa reductasa
- 5β-Reductasa
- Dihidrofolato reductasa
- HMG-CoA reductasa
- Metemoglobina reductasea (Citocromo-b5 reductasa).
- Ribonucleótido reductasea
- Tiorredoxina reductasa
- E. coli nitroreductasa
- Metilentetrahidrofolato reductasa